# 11455 Richardstarr
11455 Richardstarr eller 1981 EN4 är en asteroid i huvudbältet som upptäcktes den 2 mars 1981 av den amerikanska astronomen Schelte J. Bus vid Siding Spring-observatoriet. Den är uppkallad efter Richard Starr.
Asteroiden har en diameter på ungefär 5 kilometer.